# Enna
Az Enna germán eredetű fríz név, a származása bizonytalan, lehet az Agin- Egin- elemet tartalmazó nevek rövidülése, aminek a jelentése kard.

## Gyakorisága
Az 1990-es években szórványos név, a 2000-es években nem szerepel a 100 leggyakoribb női név között.

## Névnapok
- szeptember 8.[2]